# Salvelinus maxillaris
Salvelinus maxillaris es una especie de pez de la familia Salmonidae en el orden de los Salmoniformes.

## Hábitat
Vive en zonas de  aguas dulces templadas (59°N-58°N, 5°W-4°W).

## Distribución geográfica
Se encuentra en Escocia.